# مايك بورغس (سياسي)
مايك بورغس (بالإنجليزية: Mike Burgess)‏ هو سياسي أمريكي، ولد في 1975. نشط حزبياً في الحزب الجمهوري. وقد انتخب عضو مجلس نواب كنساس.

## وصلات خارجية
- الموقع الرسمي